# Pholeomyia leucogastra
Pholeomyia leucogastra är en tvåvingeart som först beskrevs av Friedrich Hermann Loew 1861.  Pholeomyia leucogastra ingår i släktet Pholeomyia och familjen sprickflugor. Inga underarter finns listade i Catalogue of Life.